# シンガポールの警察

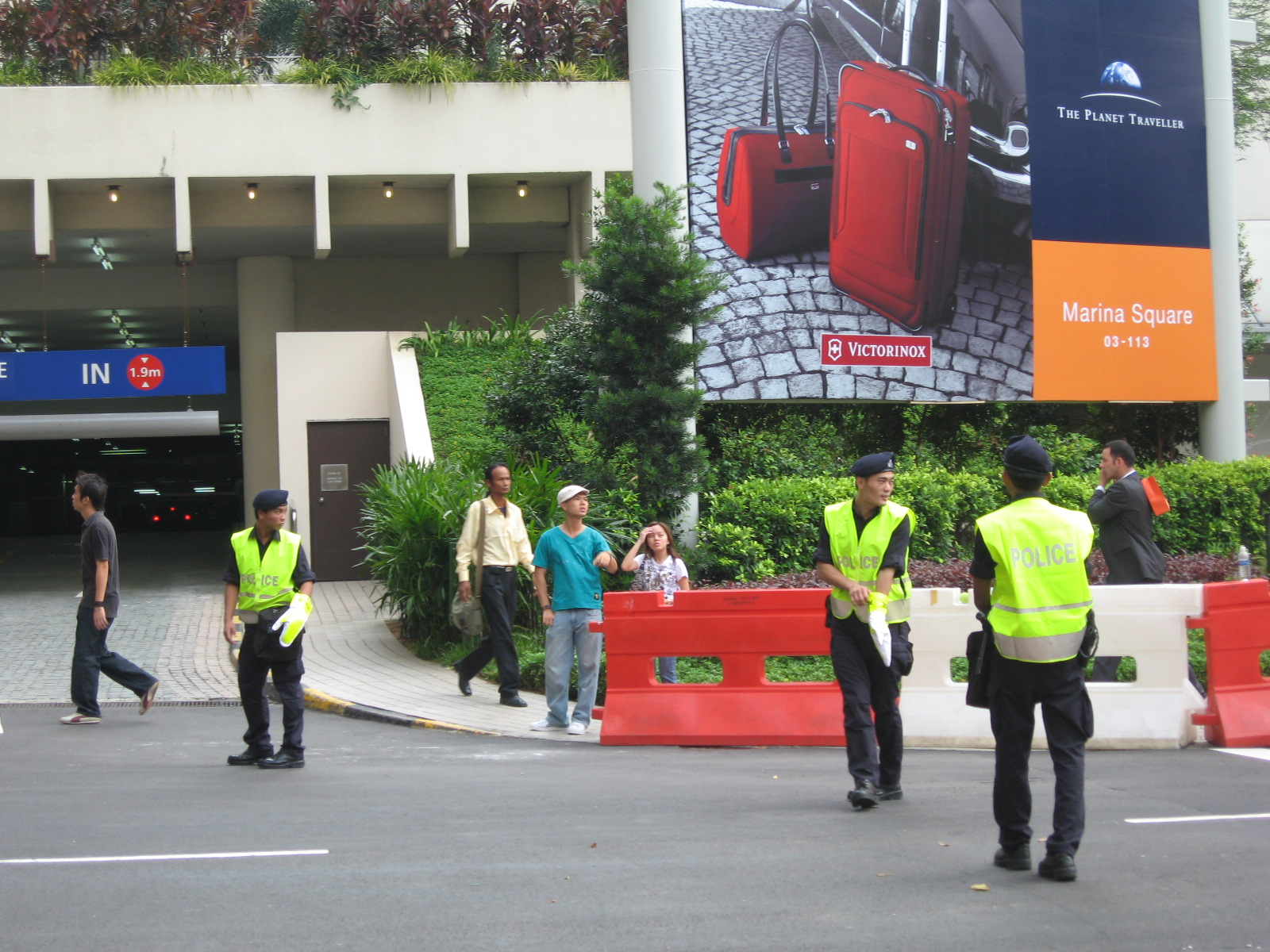
警備を行うシンガポール警察部隊

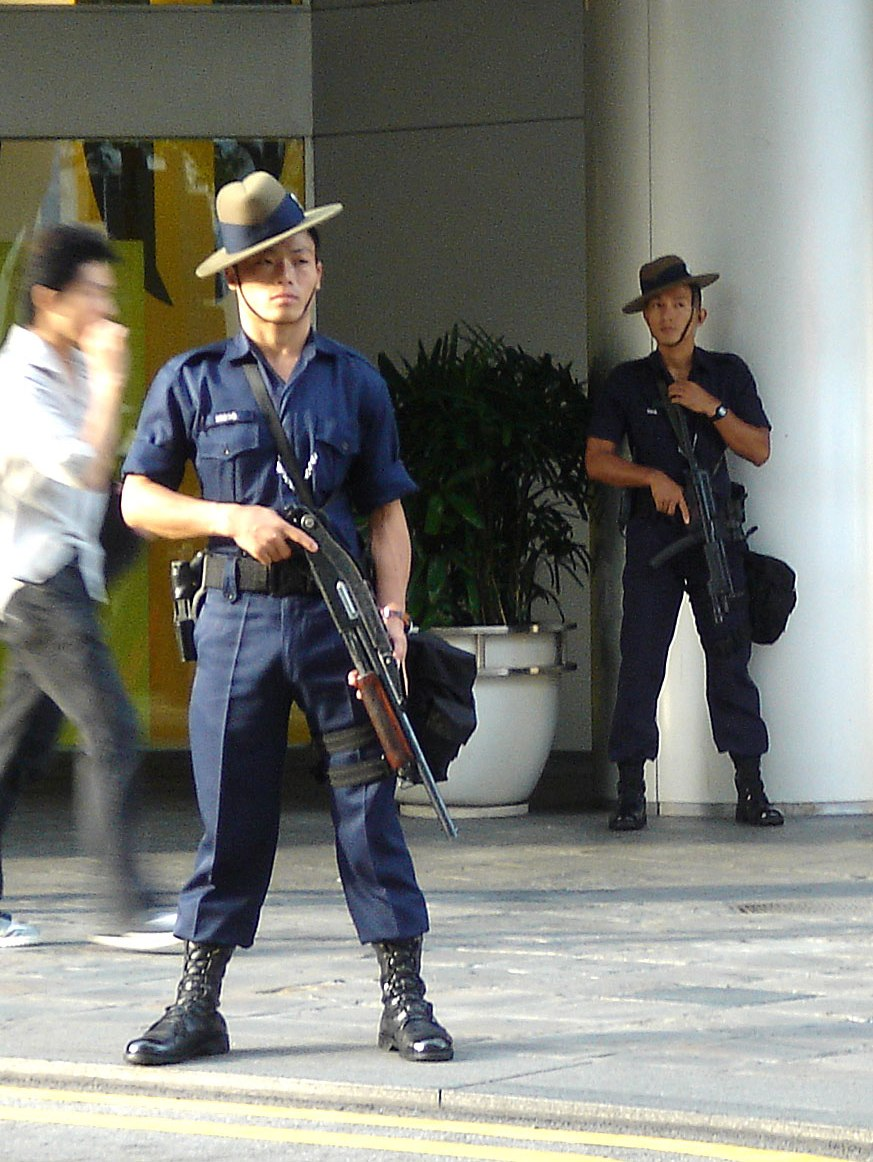
シンガポール警察部隊のグルカ兵

シンガポール警察部隊（シンガポールけいさつぶたい、英語: Singapore Police Force、SPF、マレー語: Pasukan Polis Singapura、中国語: 新加坡警察部队、タミル語: சிங்கப்பூர் காவல் துறை）はシンガポールの警察機関。合計97の警察署を有している。

## 歴史
1820年にシンガポール提督のウィリアム・ファークアーにより創設された。
現在、シンガポール警察は27,691人もの警察官を有している。警察の貢献により、シンガポールは非常に高い治安および事件解決率を実現できているとされる。

## 組織
シンガポール警察は、空港警察や交通警察、沿岸警備隊のほか、犯罪捜査や犯罪防止を担当する部門など、計17の部署により構成されている。
その中には武装作戦を行う戦術部隊(Police Tactical Unit,PTU)があり、特殊部隊であるSTAR(Special Tactics and Rescue)やグルカ兵部隊を有している。シンガポールの警察は手錠、催涙スプレーやテーザー銃、拳銃、サブマシンガンだけではなく、突撃銃や機関銃、火砲や対空機関砲までといった軍に準ずる装備を有している。